# Wilhelm I. von Holte
Wilhelm I. von Holte († 1260) war von 1259 bis 1260 der 29. Bischof von Münster.

## Leben

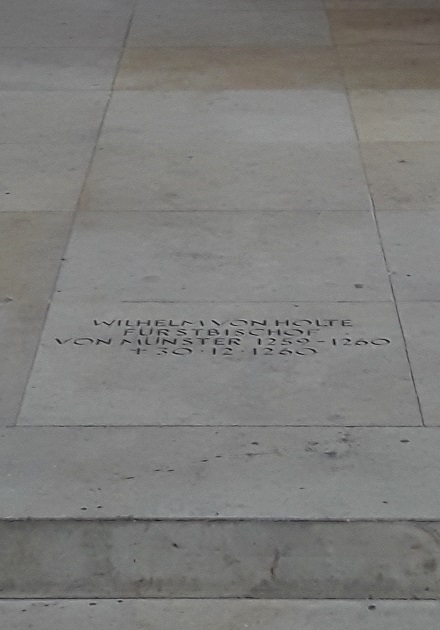
Grab von Bischof Wilhelm (I.) von Holte im Altarraum des Domes zu Münster/Westfalen, Deutschland

Er entstammte dem Edelherrengeschlecht derer von Holte mit dem Stammsitz Holter Burg. Er war der Sohn von Wikbold von Holte, einem Bruder des früheren Bischofs Ludolf von Holte und Hermann (Abt von Corvey). Sein Vater trat 1259 möglicherweise in Zusammenhang mit der Wahl von Wilhelm zum Bischof in ein Kloster ein. Seine Mutter war Wolderadis von Dreigvörden. Auch sie ging ins Kloster und wurde Äbtissin von Kloster Bersenbrück. Die Eltern überlebten ihren Sohn. Einer seiner Brüder war der Kölner Erzbischof Wigbold von Holte. Seine Schwester Beatrix war Äbtissin im Stift Essen.
Über die frühen Jahre gibt es verschiedene ungesicherte Quelleninterpretationen. Sicher ist, dass er 1238 Domherr in Münster war. Gefördert wurde sein Aufstieg in der Kirche von seinem Onkel Ludolf. Bereits 1239 hatte er das Vicedominat inne und 1240 die Thesaurarie des Domes. Wiederum ein Jahr später war er Dompropst. Da auch sein gleichnamiger Onkel dieses Amt bekleidete, nannte er sich in dieser Zeit Wilhelmus secundus. Er hatte auch die Propstei von St. Mauritz inne und war Pfarrer und Archidiakon in Beckum.
Nach dem Tod seines Vorgängers Otto II. von Lippe wählte ihn das Domkapitel wohl am 25. Juli 1259 zum Bischof.
In seiner kurzen Amtszeit gelang es Wilhelm, die hohen Schulden, die aus dem Kauf der Herrschaft Vechta resultierten, abzulösen. Möglicherweise musste er dafür den Hof Gamen verpfänden. St. Lamberti in Münster, bislang eine Kirche unter dem Patronat der Bischöfe, wurde in seiner Zeit dem Domkapitel unterstellt. Auch die Ausstattung der bischöflichen Kapelle wurde dem Domkapitel übertragen, weil er diese wegen der Verlagerung der Residenz der Bischöfe nach Wolbeck nicht mehr benötigte.
In seiner Zeit wurden neue religiöse Festtage, wie das Fest der Elftausend Jungfrauen, eingeführt und das St.-Georgs-Fest erneuert. Aus seiner Zeit stammen eine Reihe von Urkunden über Bestätigung von Rechten, Schenkungen und ähnlichem. Davon hat sich die Urkunde, in der er seiner Schwester Jutta, Äbtissin von Stift Nottuln, die dortige Vogtei übertrug, als Fälschung herausgestellt. Von Papst Alexander IV. wurde Wilhelm beauftragt, gegen das Betreiben von Schankwirtschaften und Weinhandel durch Kleriker vorzugehen. Er starb Ende des Jahres 1260 und wurde vor dem Primaltar des Domes bestattet.